# بنجامين كرولي
بنجامين كرولي (بالإنجليزية: Benjamin Crowley) هو عسكري أمريكي، ولد في 1758 في مقاطعة هاليفاكس في الولايات المتحدة، وتوفي في 1842 في مقاطعة غرين في الولايات المتحدة.